# Ctiboř (okres Tachov)
Ctiboř (německy Stiebenreith) je obec v okrese Tachov v Plzeňském kraji. Leží asi tři kilometry severozápadně od Tachova. Nachází se na návrší v nadmořské výšce přibližně 600 metrů na rozhraní Českého lesa a Podčeskoleské pahorkatiny. V obci žije 324 obyvatel. Krajina kolem je členitá, sídlo je obklopeno zemědělskou půdou, vzdálenost k nejbližším lesům je do jednoho kilometru.

## Historie
První písemná zmínka o obci pochází z roku 1375. V 15. a 16. století ve Ctiboři stála tvrz obývaná rodinami Filibérů, Trautenbegrárů a Perglárů. V roce 1811 postavil kameník G. Böhm ve vsi boží muka. Ctibořský pseudobarokní kostel byl postaven až v roce 1926 a jeho architektem byl A. Schneider. V roce 1993 byla opravena fasáda kostela a vyměněna střešní krytina.

## Obyvatelstvo
| Rok            | 1869 | 1880 | 1890 | 1900 | 1910 | 1921 | 1930 | 1950 | 1961 | 1970 | 1980 | 1991 | 2001 | 2011 | 2021 |
| -------------- | ---- | ---- | ---- | ---- | ---- | ---- | ---- | ---- | ---- | ---- | ---- | ---- | ---- | ---- | ---- |
| Počet obyvatel | 507  | 501  | 511  | 529  | 537  | 527  | 489  | 314  | 267  | 209  | 262  | 309  | 326  | 351  | 294  |
| Počet domů     | 81   | 83   | 89   | 88   | 91   | 92   | 100  | 85   | 54   | 45   | 53   | 62   | 66   | 71   | 74   |

## Obecní správa
Mezi lety 1850–1979 byla Ctiboř obcí v okrese Planá (1869–1890) a později v okrese Tachov. Od 1. ledna 1980 do 31. prosince 1991 patřila jako část obce k Halži a od 1. ledna 1992 je opět samostatnou obcí.

### Části obce
- Březí
- Ctiboř

### Obecní symboly
Znak a vlajka byly obci uděleny rozhodnutím předsedy Poslanecké sněmovny Parlamentu České republiky dne 29. května 2007.